# Рэттвик Арена
Стадион «Рэттвик Арена» (швед. Rättvik Arena) — спортивное сооружение в Рэттвике, Швеция. Сооружение предназначено для проведения матчей по хоккею с мячом. Арену для домашних игр использует команда по хоккею с мячом — Рэттвик. Трибуны спортивного комплекса вмещают 1 000 зрителей.
Открыта арена в 2009 году.
Инфраструктура: искусственный лёд, крыша.

## Информация
Адрес: Рэттвик, Backavägen, 39 (Rättvik)